# Исанос, Магда
Магда Исанос (рум. Magda Isanos; 17 апреля 1916, Яссы — 17 ноября 1944, Бухарест) — румынская поэтесса, прозаик, публицист, драматург, юристка.

## Биография
Родилась в семье врачей-психиатров. Её тётей была Елена Алистар (1873—1955), общественно-политический деятель. Окончила Епархиальную школу для девочек в Кишинёве. В 1934—1938 годах изучала право и философию в Ясском университете; окончила юридический факультет, некоторое время занимался юридической практикой в Яссах.
Как поэтесса дебютировала в 1932 году в кишинёвском журнале «Licurici». Её работы появлялись в изданиях «Însemnări ieșene», «Iașul», «Jurnalul literar», «Viața Basarabiei», «Pagini basarabene», «Vremea», «Cuget moldovenesc», «Revista Fundațiilor Regale» и « Viața Românească». В стихах навязчиво возвращаясь к теме смерти, её музыкальные стихи («Поэзии» , 1943) колеблются между отчаянием и эйфорией. Её лирические стихи были собраны в посмертные антологии: «Țara luminii» (1946), «Поэзии» (1947), «Версури» (1955), «Версури» (1964), «Поэзии» (1974).
Была удостоена дебютного приза Editura Fundației Regale pentru Literatură și Artă за свою четырёхактную драму «Focurile». Написанная в соавторстве с мужем, пьеса была опубликована посмертно в 1945 году.
После острого суставного ревматизма страдала от заболевания сердца.
Она умерла в Бухаресте в возрасте 28 лет. Похоронена на кладбище Беллу в Бухаресте.
Была замужем за писателем Эусебиу Камиларом (1910—1965).

## Избранные произведения

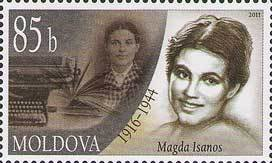
Магда Исанос на почтовой марке Молдавии. 2011 г.

### Поэзия
- 1943: Poezii — Iași
- 1945: Cântarea munților — București
- 1946: Țara luminii — București
- 1955: Versuri — București
- 1964: Versuri — București
- 1989: Confesiuni lirice — Chișinău
- 1996: Poezii/Poésies- ediție bilingvă română-franceză — București

### Пьесы
- 1945: Focurile- драма — București

### Проза
- 1934 Creionări
- 1934 Inseparabilele
- Despre iubirile mari
- Îngerii
- Magistrata
- Studenta
- Orașul cu minuni (Domnișoara Vanda)
- Omul cu cizme roșii.